# Sedum tritelii
Sedum tritelii är en fetbladsväxtart som beskrevs av R.-hamet. Sedum tritelii ingår i Fetknoppssläktet som ingår i familjen fetbladsväxter. Inga underarter finns listade i Catalogue of Life.